# Раша Драшковић
Раша Драшковић јесте амерички телевизијски продуцент и председник компаније 44 Blue Productions, коју је основао са својом супругом Стефани Драчкович 1984. Он је био извршни продуцент филмова А&Е Whalburgers, Night Watch, Pit Bulls & Parolees, Pecos League, Killer Kids и  Lockup.

## Биографија
Његов отац Милорад био је српски универзитетски професор, а мајка управница винарије. Његов деда по оцу је Милорад Драшковић, а деда по мајци је српски сликар Алекса Џигурски  (1911–1995), који је емигрирао у Америку 1949.
Драчкович је био продуцент у Лос Анђелесу радећи на пројектима Eye on LA и Sports Line за KABC-TV. Такође је био директор и уредник синдициране спортске серије Greatest Sports Legends. Драчкович је основао своју компанију са својом супругом Стефани Нунан Драчкович 1984. Компанија је покренула са националним синдикатом Bob Uecker's Wacky World of Sports.